# Blue Lake Records
Blue Lake Records — американський лейбл звукозапису, який діяв з 1954 по 1956 роки в Чикаго (Іллінойс) як дочірній Parrot. Орієнтувався на випуск музики у жанрах блюз, ду-воп, джаз і госпел.

## Історія
Blue Lake Records був заснований у лютому 1954 року чиказьким ді-джеєм Елом Бенсоном (1908—1978) як дочірній лейбл Parrot. Розташовувався у Чикаго, штат Іллінойс.
Артистами Blue Lake були Кінг Флемінг, Літтл Віллі Фостер («Falling Rain Blues»), Лу Мек, Л. К. Маккінлі («All Alone Blues»), Ред Сондерс, Санніленд Слім (зі Снукі Прайором, «Devil Is a Busy Man»), Волтер Спріггс, Леон Тарвер, Бебі Бой Воррен (із Сонні Бой Вільямсоном II, «Mattie Mae»/«Sante Fe») і Джоді Вільямс (як Літтл Папа Джо), Джо Вільямс (з Редом Сондерсом, «In the Evening» і «Blow Mr. Low»).
У березні 1956 року лейбл придбав Джон Генрі «Лоєр» Бертон (1916—1985). Більшість записів лейблу були пізніше придбані Chess Records.